# Ochropleura arschanica
Ochropleura arschanica là một loài bướm đêm trong họ Noctuidae.